# Seznam koncilů a synod
- Apoštolský koncil (49)
- Kartaginská synoda (257)
- Elvirská synoda (asi 306)
- Arleská synoda (314)
- Antiošská synoda (324)
- První nikajský koncil, 1. ekumenický koncil (325)
- Sardická synoda (343)
- Arleská synoda (353)
- Milánská synoda (355)
- Sirmijská synoda (357)
- Alexandrijská synoda (362)
- Laodikajská synoda (367)
- Římská synoda (375)
- Antiošská synoda (378)
- Synoda v Zaragoze (380)
- První konstantinopolský koncil, 2. ekumenický koncil (381)
- Římská synoda (382)
- Hipponská synoda (393)
- Třetí kartaginská synoda (397)
- První toledská synoda (400)
- Diospolská synoda (415)
- Efezský koncil, 3. ekumenický koncil (431)
- Chalkedonský koncil, 4. ekumenický koncil (451)
- Arleská synoda (452)
- Oranžská synoda (529)
- Druhý konstantinopolský koncil, 5. ekumenický koncil (553)
- Milánská synoda (585)
- Druhý Tourský koncil (567)
- Toledský koncil (633)
- Jedenáctá toledská synoda (675)
- Třetí konstantinopolský koncil, 6. ekumenický koncil (681)
- Trullská synoda, křesťanský Východ uznává jako součást 6. ekumenického koncilu (692)
- Paderbornský koncil (785)
- Druhý nikajský koncil (787)
- Frankfurtská synoda (794)
- Čtvrtý konstantinopolský koncil (870) uznávaný jen Západem
- Čtvrtý konstantinopolský koncil uznávaný jen Východem (880)
- Synoda mrtvých (897)
- Ravenská synoda (967)
- Velká dortmundská synoda (1005)
- Dortmundská synoda (1016)
- Frankfurtská synoda (1027)
- Sutrijská synoda (1046)
- Synoda v Piacenze (1095)
- Clermontský koncil (1095)
- Rouenská synoda (1096)
- Římská synoda (1099)
- První lateránský koncil, na Západě ekumenický koncil (1123)
- Clermontská synoda (1130)
- Druhý lateránský koncil, na Západě ekumenický koncil (1139)
- Remešská synoda (1147)
- Tourská synoda (1163)
- Třetí lateránský koncil, na Západě ekumenický koncil (1179)
- Veronská synoda (1184)
- Čtvrtý lateránský koncil, na Západě ekumenický koncil (1215)
- Toulouská synoda (1229)
- Tarragonská synoda (1234)
- První lyonský koncil (1245), na Západě ekumenický koncil (1312)
- Salcburský koncil (1292)
- Viennský koncil, na Západě ekumenický koncil (1311 až 1312)
- Zamorská synoda (1313)
- První palamitský koncil, uznává část pravoslavných jako ekumenický (1341)
- Druhý palamitský koncil, uznává část pravoslavných jako ekumenický (1351)
- Pisánský koncil (1409)
- Kostnický koncil, na Západě ekumenický koncil (1414-1418)
- Basilejský koncil, na Západě ekumenický koncil (1431–1449)
- Pátý lateránský koncil, na Západě ekumenický koncil (1512–1517)
- Homberská synoda (1526)
- Tridentský koncil, pro katolickou církev ekumenický koncil (1545–1563)
- Druhý limský koncil (1567)
- Jeruzalémský koncil, uznávají pravoslavní (1583)
- Dordrechtská synoda (1618–1619)
- První vatikánský koncil, pro katolickou církev ekumenický koncil (1869–1870)
- Druhý vatikánský koncil, pro katolickou církev ekumenický koncil (1962–1965)